# Пришёл мужчина к женщине (спектакль)
«Пришёл мужчина к женщине»  — спектакль театра «Школа современной пьесы», поставленный Иосифом Райхельгаузом по пьесе Семёна Злотникова в 1989 году.

## История спектакля
Работать над лирической комедией Иосиф Райхельгауз начинал ещё в 1980 году в репетиционных «Современника». Партнёршей Филозова тогда была Вера Алентова, которой пьеса решительно не нравилась.
Девять лет спустя этот спектакль дал жизнь театру «Школа современной пьесы». Премьера состоялась 27 марта 1989 года; в 1990 году популярный спектакль был записан для телевидения.  Первой исполнительницей женской роли была  Любовь Полищук. После её смерти в 2006 году Дину Фёдоровну играла Ирина Алфёрова.
27 августа 2008 года спектакль был сыгран в 500-й раз и снят с репертуара «Школы современной пьесы».

## Сюжет
В квартире нового жилого дома скучает одинокая телефонистка Дина Фёдоровна. Друзья решают познакомить её с Виктором Петровичем, одиноким фармацевтом…

## В ролях
- Женщина / Дина Фёдоровна — Любовь Полищук, Ирина Алфёрова (с 2006 года)
- Мужчина / Виктор Петрович — Альберт Филозов

## Создатели спектакля
- Автор пьесы: Семён Злотников
- Режиссёр: Иосиф Райхельгауз
- Художник: Борис Лысиков

### Создатели телеверсии
- Оператор: Александр Божко
- Художник: Ольга Гончаренко
- Звукорежиссёр: Евгения Матутите
- Ассистент режиссёра: Галина Вуль
- Ассистент оператора: Григорий Ярошенко
- Монтаж: Виктория Милюкова
- Администраторы: Валерий Школьников, Софья Чурилова
- Музыкальный редактор: Людмила Вейцман
- Редактор: Ирина Лебедева
- Директор: Юрий Островский